# Museo della ceramica (Fiorano Modenese)
Il museo della ceramica di Fiorano Modenese è un museo tecnologico che racconta la storia delle tecniche di produzione della ceramica nel territorio che costituisce il distretto industriale modenese-reggiano.
A fianco di reperti originali e opere, il museo espone riproduzioni di manufatti, strumenti del ceramista e fornaci per la cottura della ceramica ricostruiti con le tecniche dell'archeologia sperimentale. Completa il percorso museale il laboratorio della ceramica.
Il museo è ospitato nel Castello di Spezzano ed è stato aperto al pubblico per la prima volta nel luglio del 1998 inizialmente con un'unica sezione dedicata al periodo storico più antico. Dal maggio 1999, al termine dei lavori di ristrutturazione del castello di Spezzano, è stata introdotta anche una seconda sezione, che illustra la tradizione ceramica dal periodo medievale all'industrializzazione contemporanea.

## Sezioni

### Sezione storica
La sezione storica del Museo della Ceramica nasce con l'obiettivo di illustrare la storia millenaria della produzione ceramica del territorio del distretto della ceramica modenese, capirne lo sviluppo e disegnare un percorso che possa far comprendere non solo l'evoluzione dei tipi, delle forme e del gusto di decorare la ceramica, ma anche le tecniche utilizzate per produrre la ceramica e gli strumenti utilizzati per la foggiatura e cottura della ceramica, dalle prime produzioni neolitiche a quelle contemporanee.
La sezione storica si apre con una sala dedicata alla cultura di Fiorano ovvero alla fase più antica del neolitico in Italia con reperti provenienti dagli scavi effettuati negli anni quaranta da Fernando Malavolti in località Fornaci Carani. I resti dell'insediamento neolitico si trovarono ad oltre 4 metri di profondità ed erano composti da fondi di capanne, pozzetti, focolari, strumenti in selce, manufatti in pietra verde levigata oltre a reperti ceramici.
Nel maggio 1999 nella sezione storica furono aggiunti anche i rinvenimenti datati a partire dal neolitico fino all'epoca romana.

### Sezione attuale

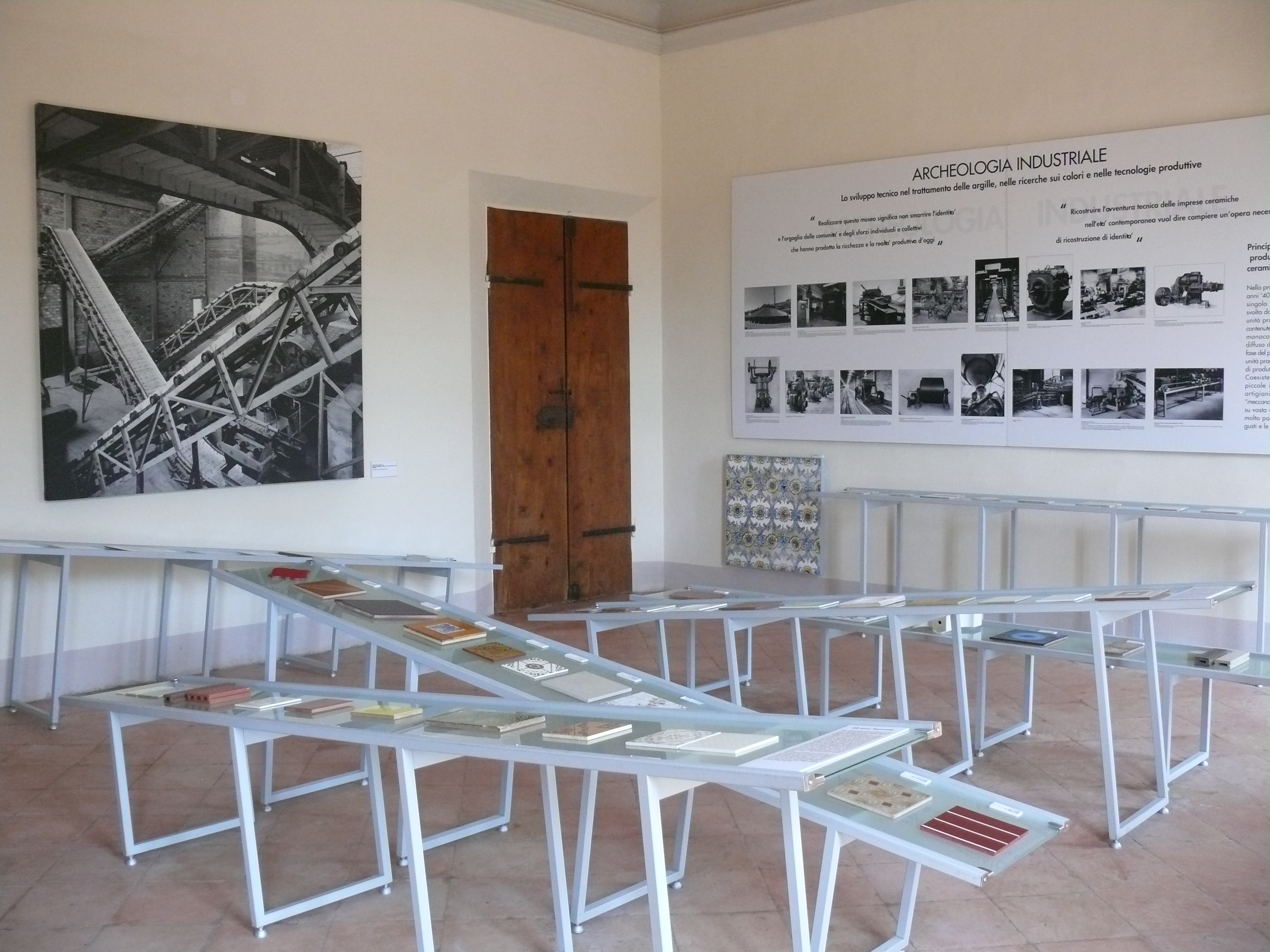
La Sezione attuale del Museo della Ceramica al Castello di Spezzano

La sezione attuale è frutto della stretta collaborazione tra l'amministrazione comunale di Fiorano Modenese e importanti gruppi industriali del distretto ceramico, che partecipano esponendo alcuni prodotti emblematici sotto il profilo tecnologico, artistico e del successo commerciale. Le sale della sezione attuale si propongono di creare un raccordo concreto tra il passato e la dinamica e tumultuosa attività del distretto industriale ceramico, situato in Emilia-Romagna, nella valle del Secchia, tra le città di Modena e Reggio Emilia.
Espositori, come nastri di trasporto, raccontano per decenni il prodotto seriale “piastrella”; oltre 150 esemplari dalle mattonelle della Fabbrica Carlo Rubbiani di Sassuolo fino alle piastrelle del Duemila. Un racconto su design, innovazione, sperimentazione, materiali, trend, moda, architettura.

### Sala contemporanea
La Sala contemporanea racconta la produzione proto industriale: sia nel settore dei laterizi con l'introduzione delle fornaci a ciclo continuo tipo Hoffman, sia nelle manifatture ceramiche di Sassuolo che, a fianco della terraglia, della ceramica ingobbiata, invetriata, smaltata iniziano a produrre le piastrelle da rivestimento e pavimento (Fabbrica Carlo Rubbiani). Due plastici interattivi della Cava e Fornace Carani di Fiorano raccontano l'estrazione dell'argilla, la scoperta in cava del villaggio neolitico della Cultura di Sasso-Fiorano e il complesso processo per produrre i laterizi in fornace.

### Sezione contemporanea

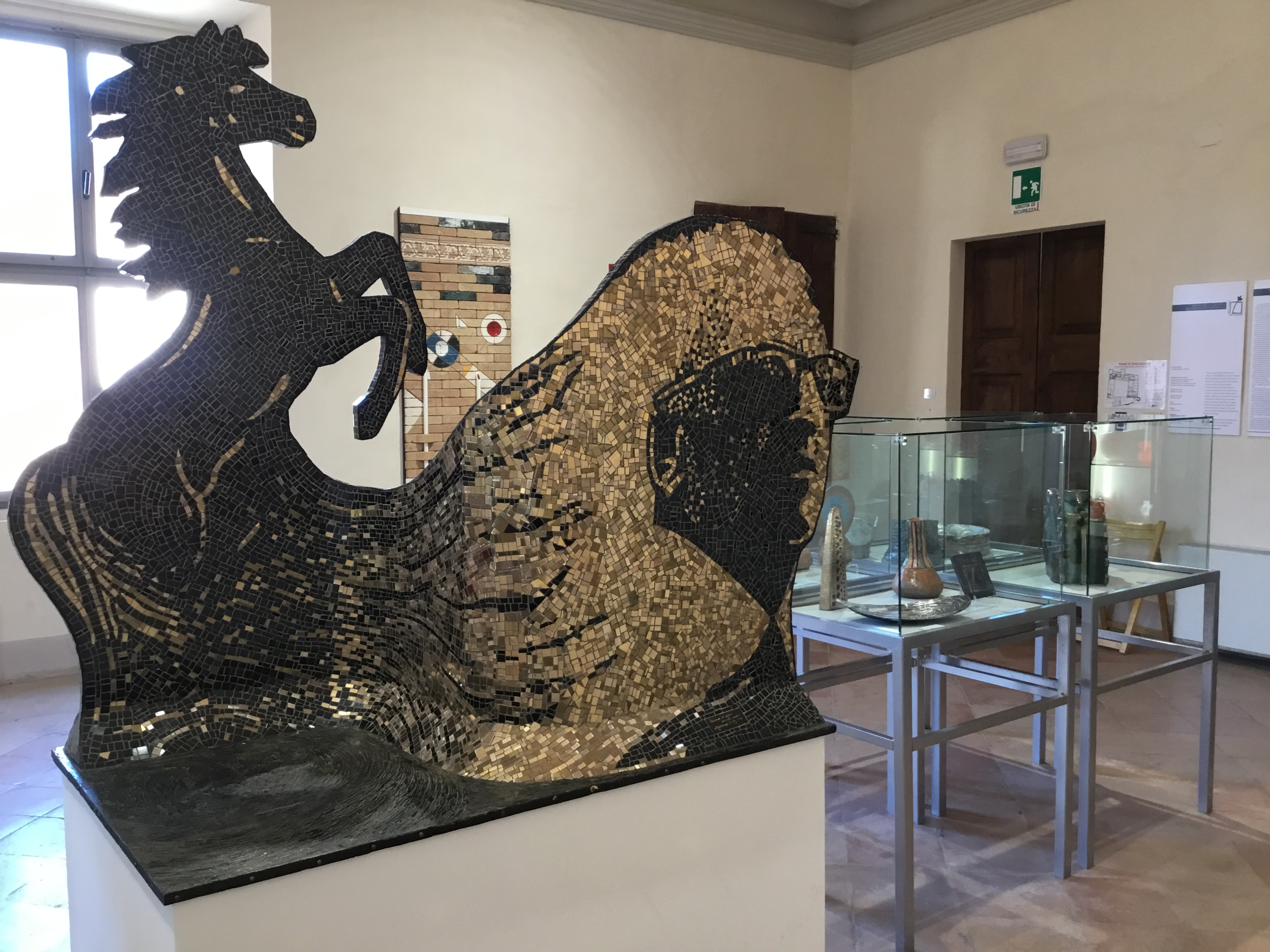
Sculture dedicate a Enzo Ferrari al Museo della Ceramica

Dal settembre 2004 la sezione contemporanea abbraccia gli anni a partire dal 2000 in poi. I materiali esposti nella sezione contemporanea del Museo sono stati principalmente acquisiti a partire dal 1997. Gli allestimenti, in stile minimale e ideati appositamente per l'esibizione di opere contemporanee, sono opera dell'architetto Giovanni Levanti, mentre le illustrazioni relative ai processi della ceramica, sia quelli tradizionali sia quelli più moderni e tecnologici, sono di Giovanni Cimatti.  
La sezione contemporanea si nutre delle opere inviate da artisti, designer e architetti alle varie edizioni della Biennale della Ceramica che dal 1997 sono indette dal Museo della Ceramica. Il ciclo espositivo, dai primordi della produzione ceramica, arriva fino agli esiti di massima sofisticazione dal punto di vista tecnologico ed espressivo nell'utilizzo dei materiali ceramici. 
Nella sezione contemporanea sono state individuate quattro grandi aree: artistica, design, ceramiche d'architettura e innovazione e ricerca tecnologica. Vi è un nucleo di opere di designer italiani e stranieri dedicate al grande Enzo Ferrari e ai motori del vicino Museo Ferrari di Maranello.

### Sezione manodopera

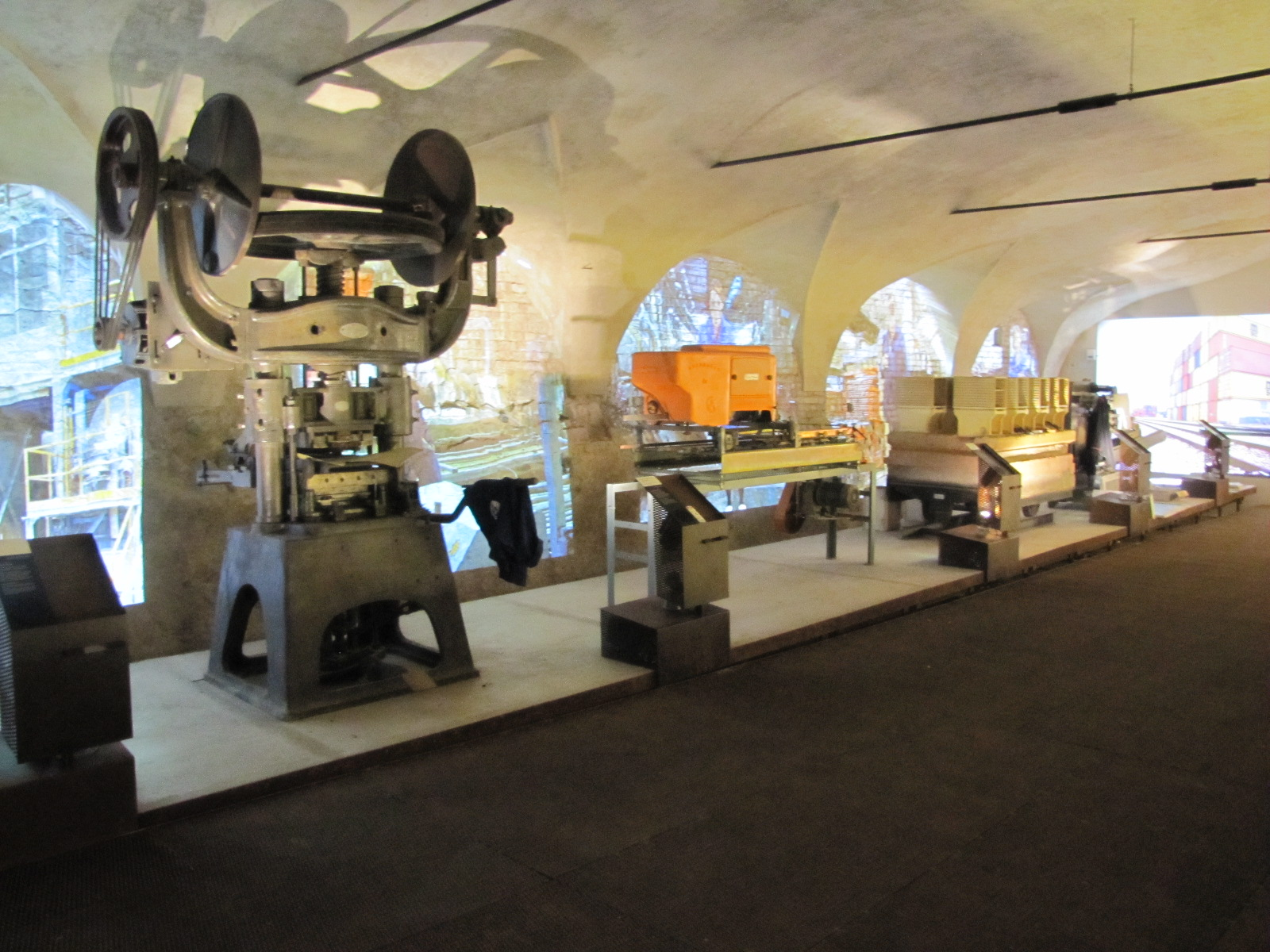
Macchinari in esposizione nella Sezione manodopera al Museo della Ceramica

Il 13 aprile 2014 è stata inaugurata la sezione manodopera che oltre alla raccolta di materiale e reperti storici è dotata di un allestimento multimediale interattivo con il visitatore che può quindi interagire con il museo per accedere a filmati ed audio oltre che visionare oggetti e macchinari. Situata nei sotterranei del Castello di Spezzano, la sezione è composta da 300 m² di allestimento multimediale dedicato agli uomini e alle donne che hanno fatto la ceramica nel distretto produttivo della piastrella modenese-reggiano. Il percorso permette di ascoltare le voci di chi ha popolato le fabbriche, tra i macchinari e i loro addetti con una guida virtuale, tavoli del tempo e piastrelle parlanti, proiezioni immersive e testimonianze dei lavoratori da ascoltare attraverso la kinect.

### Seccoumidofuoco
Raccolta fotografica Manodopera - 18 opere fotografiche dell'artista Paola De Pietri, esito del reportage fotografico negli stabilimenti ceramici del distretto, che documentano assieme agli affascinanti processi che da terre e polveri creano materiali ceramici di grande qualità tecnica ed estetica, la continua evoluzione dello stato di fatto tecnologico, produttivo e del lavoro. In collaborazione con Linea di Confine per la Fotografia Contemporanea e Confindustria Ceramica.

### Collezione Olivieri
Una raccolta di targhe ceramiche devozionali dedicate a Sant'Antonio Abate, il "santo delle stalle", racconta l'utilizzo quotidiano e religioso della ceramica.